# أنتيمو يونكو
أنتيمو يونكو (بالإيطالية: Antimo Iunco)‏ (6 يونيو 1984 ببرينديزي في إيطاليا - ) هو لاعب كرة قدم إيطالي في مركز الهجوم. شارك مع منتخب إيطاليا تحت 20 سنة لكرة القدم ومنتخب إيطاليا تحت 23 سنة لكرة القدم. أما مع النوادي، فقد لعب مع كييفو فيرونا ونادي ألساندريا ونادي باري ونادي تورينو ونادي ساليرنيتانا ونادي سبيزيا ونادي سيتاديلا وهيلاس فيرونا ونادي طرابنش 1905 ‏ وBrindisi FC ‏.

## روابط خارجية
- أنتيمو يونكو على موقع قاعدة بيانات كرة القدم.إي يو (الإنجليزية)
- أنتيمو يونكو على موقع Soccerway.com (الإنجليزية)
- أنتيمو يونكو على موقع عالم كرة القدم.نت (الإنجليزية)
- أنتيمو يونكو على موقع AS.com (الإسبانية)